# Beate Liebich
Beate Liebich (Malchin, 21 februari 1958) is een atleet uit Duitsland.
In 1980 liep Liebich op de 1000 meter een tijd van 2.31,6 in Berlijn, dat in 2017 nog de negende tijd ooit gelopen was.
Op de Olympische Zomerspelen van Moskou in 1980 liep Liebich voor Oost-Duitsland de 1500 meter. Ze kwam niet door de kwalificatie-heats.
- World Athletics: 14359327